# Autoroute A-26 (Espagne)
Pour les articles homonymes, voir A26.
L'autoroute espagnole A-26 appelée aussi Autovía del Eje Pirenaico est un important axe de communication de la Catalogne dans le sud des Pyrénées.
Elle permet de relier Olot dans l'axe des Pyrénées à Figueres au nord-est de la région Catalane. C'est un axe qui permet de désenclaver Olot et de relier le nord de la Costa Brava au centre des Pyrénées espagnoles.
La A-26 suit le tracé de la route nationale N-260 entre les 2 villes.

## Sections
L'autoroute A-26 est divisée en plusieurs sections en service, en projet et en construction :
| Nom  | Section                            | État (2008) | Longueur (km) |
| ---- | ---------------------------------- | ----------- | ------------- |
| A-26 | Olot - Sant Jaume de Llierca       | En service  | 10 km         |
| A-26 | Sant Jaume de Llierca - Argelaguer | En service  | 6 km          |
| A-26 | Argelaguer - Besalu                | En service  | 6 km          |

À long terme, il est prévu que l'A-26 soit prolongée jusqu'à Llança vers l'est et Ripoll vers l'ouest.

## Tracé
- L'A-26 va débuter à l'ouest de Figueres où elle va se déconnecter de l'AP-7 (Le Perthus - Estepona).
- Elle poursuit son chemin vers l'est jusqu'à Besalu où elle sera rejointe par la C-66 (Besalu - Gerone) une fois qu'elle sera doublée.
- À partir de là, l'A-26 est en service jusqu'à Olot qu'elle dessert par l'est.

## Sorties
De Figueres à Olot
| Sorties | Villes                                                     |        |
| ------- | ---------------------------------------------------------- | ------ |
|         | Section en projet et en construction Besalu Est - Figueres | A-26   |
|         | Besalu Est                                                 | N-260  |
| 02      | Banyoles - Gerone                                          | C-66   |
| 03      | Besalu Nord                                                | N-260a |
| 04      | Besalu Ouest                                               | N-260a |
| 05      | Argelaguer                                                 | N-260a |
| 06      | Sant Jaume de Llierca                                      | N-260a |
| 07      | La Corneta                                                 | N-260a |
| 08      | Sant Juan Les Fronts                                       | N-260a |
| 09      | Olot Est                                                   | N-260a |
|         | Olot Nord - Ripoll                                         | N-260a |

### Référence
- Nomenclature